# Nobujo Fudžiširo
Nobujo Fudžiširo (* 25. leden 1960) je bývalý japonský fotbalista.

## Klubová kariéra
Hrával za NKK, Sumitomo Metal.

## Reprezentační kariéra
Nobujo Fudžiširo odehrál za japonský národní tým v roce 1988 celkem 2 reprezentační utkání.

## Statistiky
| Japonsko | Japonsko | Japonsko |
| Roky     | Záp.     | Góly     |
| -------- | -------- | -------- |
| 1988     | 2        | 0        |
| Celkem   | 2        | 0        |